# Yucca whipplei subsp. eremica
Yucca whipplei subsp. eremica (englischer Trivialname: „San Rafael Mountains Yucca“) ist eine Unterart der Pflanzenart Yucca whipplei in der Familie der Spargelgewächse (Asparagaceae).

## Beschreibung
Yucca whipplei subsp. eremica wächst einzeln oder in kleinen Polstern mit stark entwickelten Rosetten. Die steifen, flexiblen, breiten, gezahnten, blauen Laubblätter sind 20 bis 40 cm lang und 2 bis 4 cm breit. Typisch sind die schwertförmigen Blätter.
Der verzweigte Blütenstand wird 1,5 bis 2,5 Meter hoch. Die glockenförmigen, cremefarbenen Blüten sind 1 bis 3 cm lang und 1 bis 2 cm breit. Die äußeren Blütenblätter sind manchmal violettfarben. Die Blütezeit reicht von April bis Mai. Sie sind selten in den Sammlungen in Europa.

## Verbreitung
Yucca whipplei subsp. eremica ist endemisch in Mexiko im Bundesstaat Baja California in Ebenen oder flachen, steinigen Hügeln in Höhenlagen von 300 bis 750 m verbreitet. Sie wächst vergesellschaftet mit verschiedenen Sukkulentenarten.

## Systematik
Die Beschreibung durch Carl Clawson Epling und Adelbert Lee Haines unter dem Namen Yucca whipplei subsp. eremica ist 1957 veröffentlicht worden
Synonyme sind Yucca newberryi McKelvey1947 und Hesperoyucca peninsularis Clary 2001

## Bilder

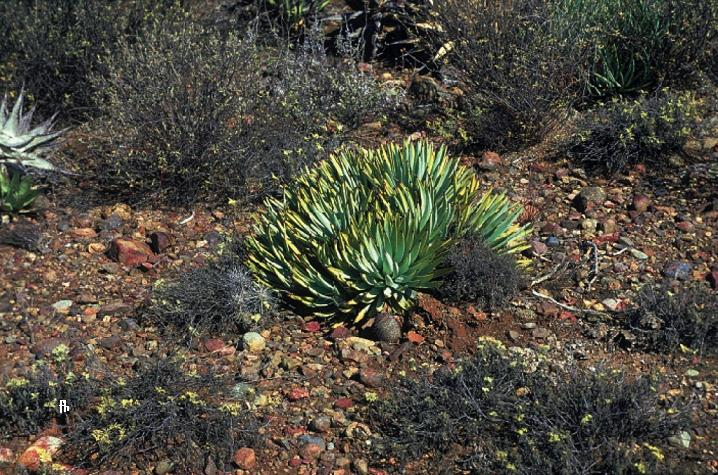
Yucca whipplei subsp. eremica, typisches Exemplar in Baja California
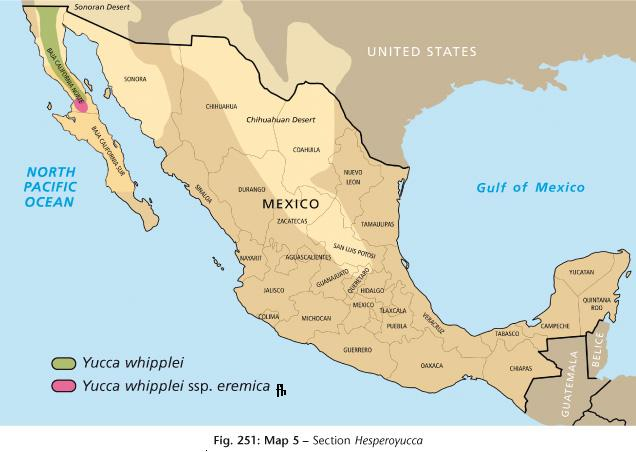
Verbreitungsgebiet der Subspezies whipplei und Subspezies eremica in Baja California